# Aculus aucupariae
Aculus aucupariae är en spindeldjursart som först beskrevs av Johan Ivar Liro 1943.  Aculus aucupariae ingår i släktet Aculus, och familjen Eriophyidae. Arten är reproducerande i Sverige.